# شيخ شريف دومبيا
شيخ شريف دومبيا (بالفرنسية: Cheick Doumbia)‏ (19 أغسطس 1991 في مالي - ) هو لاعب كرة قدم مالي وفرنسي في مركزي الوسط وحراسة المرمى. شارك مع منتخب مالي تحت 20 سنة لكرة القدم ومنتخب مالي لكرة القدم. أما مع النوادي، فقد لعب مع الملعب المالي ونادي الملعب التونسي ونادي بريست.

## وصلات خارجية
- شيخ شريف دومبيا على موقع قاعدة بيانات كرة القدم.إي يو (الإنجليزية)
- شيخ شريف دومبيا على موقع ناشيونال فوتبول تيمز (الإنجليزية)
- شيخ شريف دومبيا على موقع Soccerway.com (الإنجليزية)